# Martina Boháčová

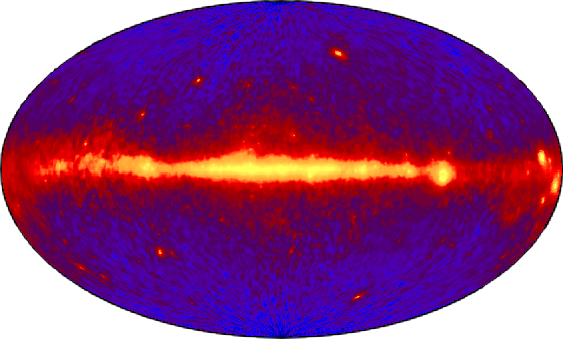
Ukázka pozorování kosmického záření gama s energiemi nad 100 MeV. Jasný pás je Mléčná dráha.

Martina Boháčová (* 1971) je česká fyzička specializující se na astročásticovou fyziku, zejména na výzkum kosmického záření s extrémně vysokými energiemi. Zaměřuje se na vývoj a testování zařízení a nových technik používaných v astročásticové fyzice. Její práce významně přispívá k porozumění extrémních fyzikálních jevů ve vesmíru a k rozvoji detekčních metod v oblasti astročástic.
Podílí se na hromadném testování nové elektroniky pro Observatoř Pierra Augera v Argentině, kde se nachází největší detektor kosmického záření na světě. Zkoumá různé aspekty výkonu a údržby detektorů.
Kromě své vědecké práce se věnuje popularizaci vědy. Snaží se zlepšit povědomí veřejnosti o vesmíru a částicích, které nás obklopují.

## Studium a kariera

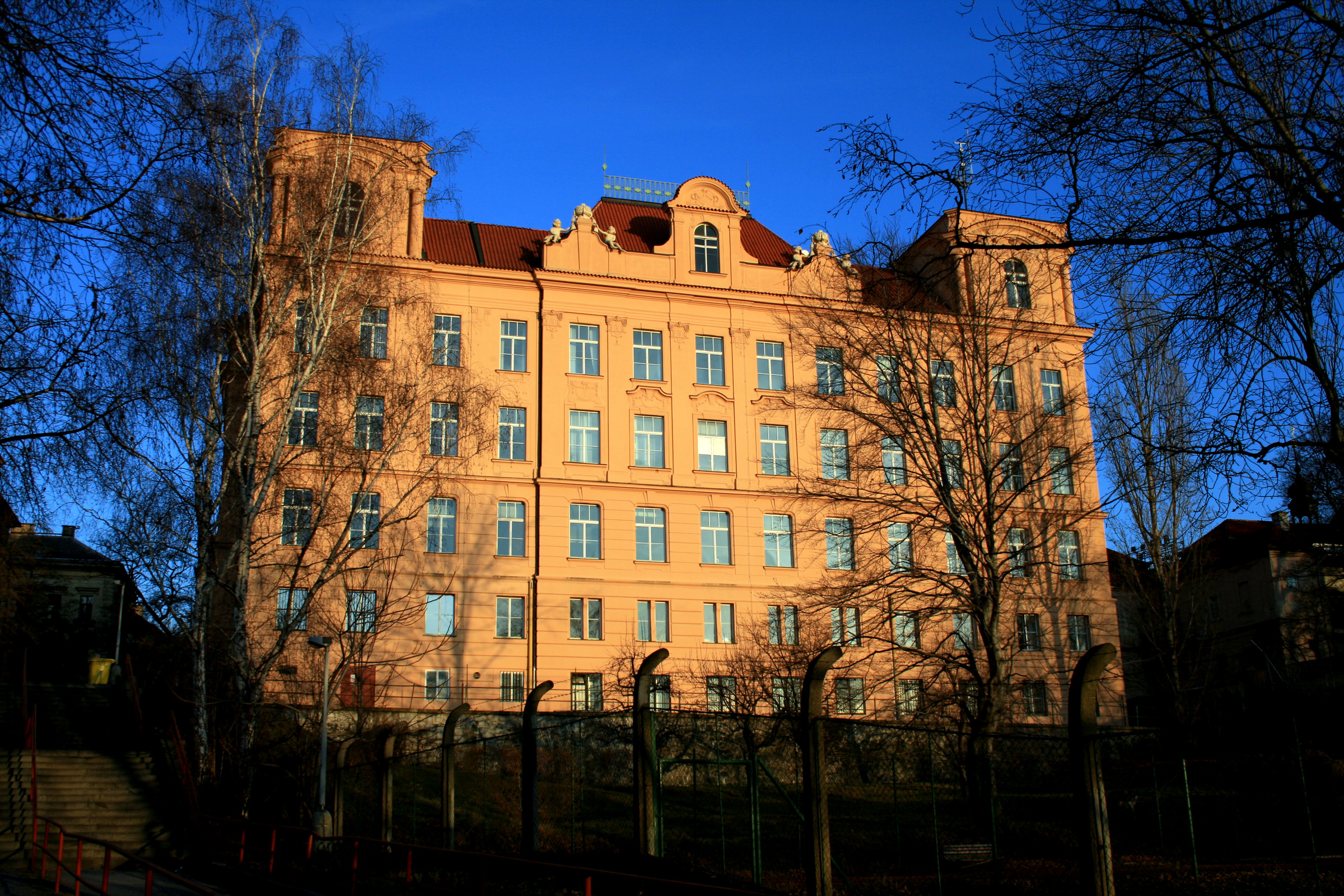
Budova Matematicko-fyzikální fakulty na Albertově

Martina Boháčová se narodila v roce 1971. Vystudovala částicovou fyziku na Matematicko-fyzikální fakultě Univerzity Karlovy v Praze.
V současnosti působí ve Fyzikálním ústavu Akademie věd České republiky, kde se zaměřuje na výzkum kosmického záření extrémně vysokých energií.

## Výzkum

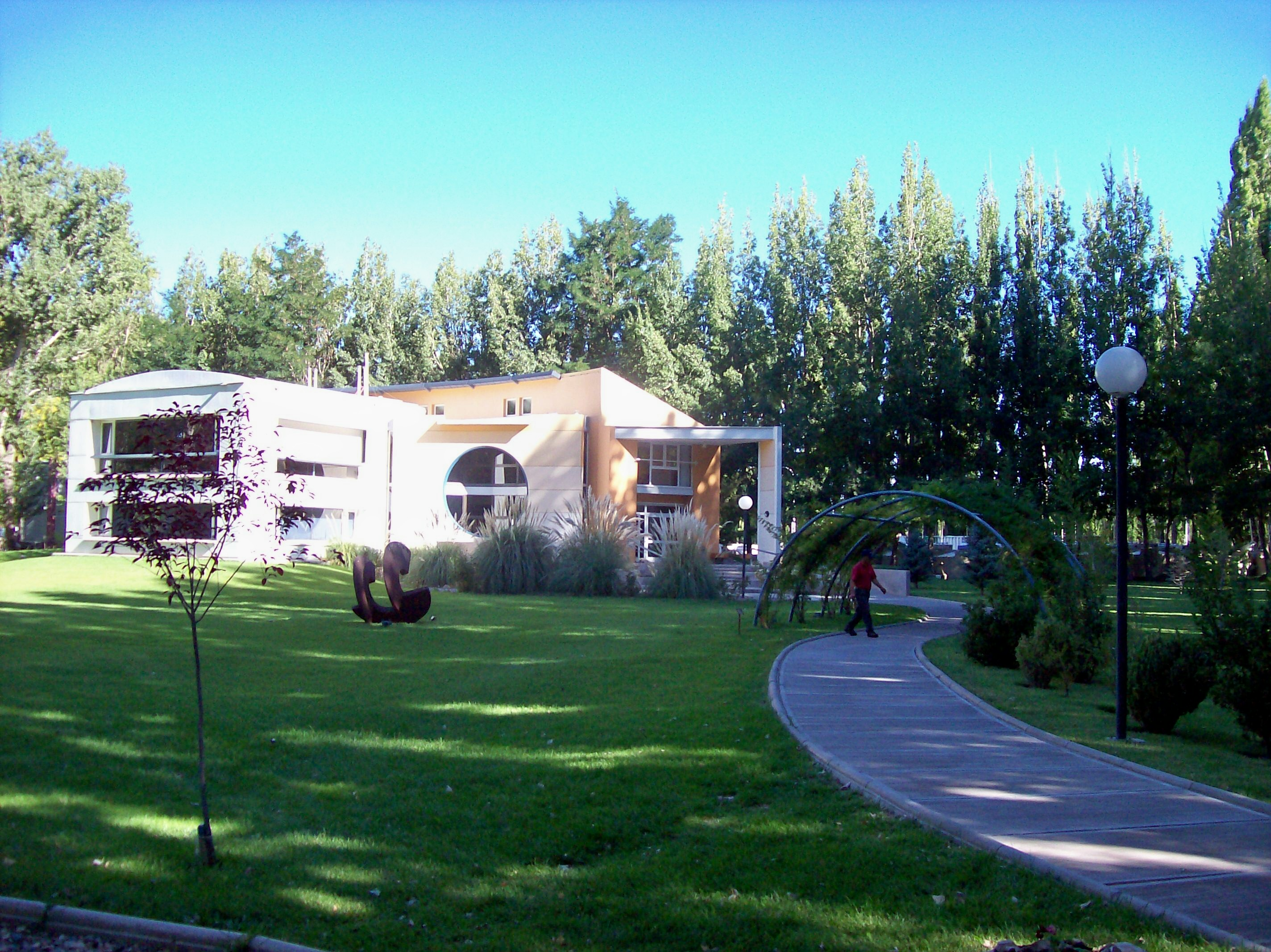
Observatoř Pierra Augera

### Výzkum vysoce energetického kosmického záření
Martina Boháčová se podílí se na práci Observatoře Pierra Augera v Argentině, největšího detektoru kosmického záření na světě. Observatoř byla navržena tak, aby detekovala kosmické záření o velmi vysokých energiích, tedy subatomární částice pohybující se téměř rychlostí světla a každá s energiemi přesahujícími 1018 eV. V zemské atmosféře tyto částice interagují se vzduchovými jádry a produkují různé další částice. Tyto efektové částice (vzduchová sprcha) lze detekovat a měřit.

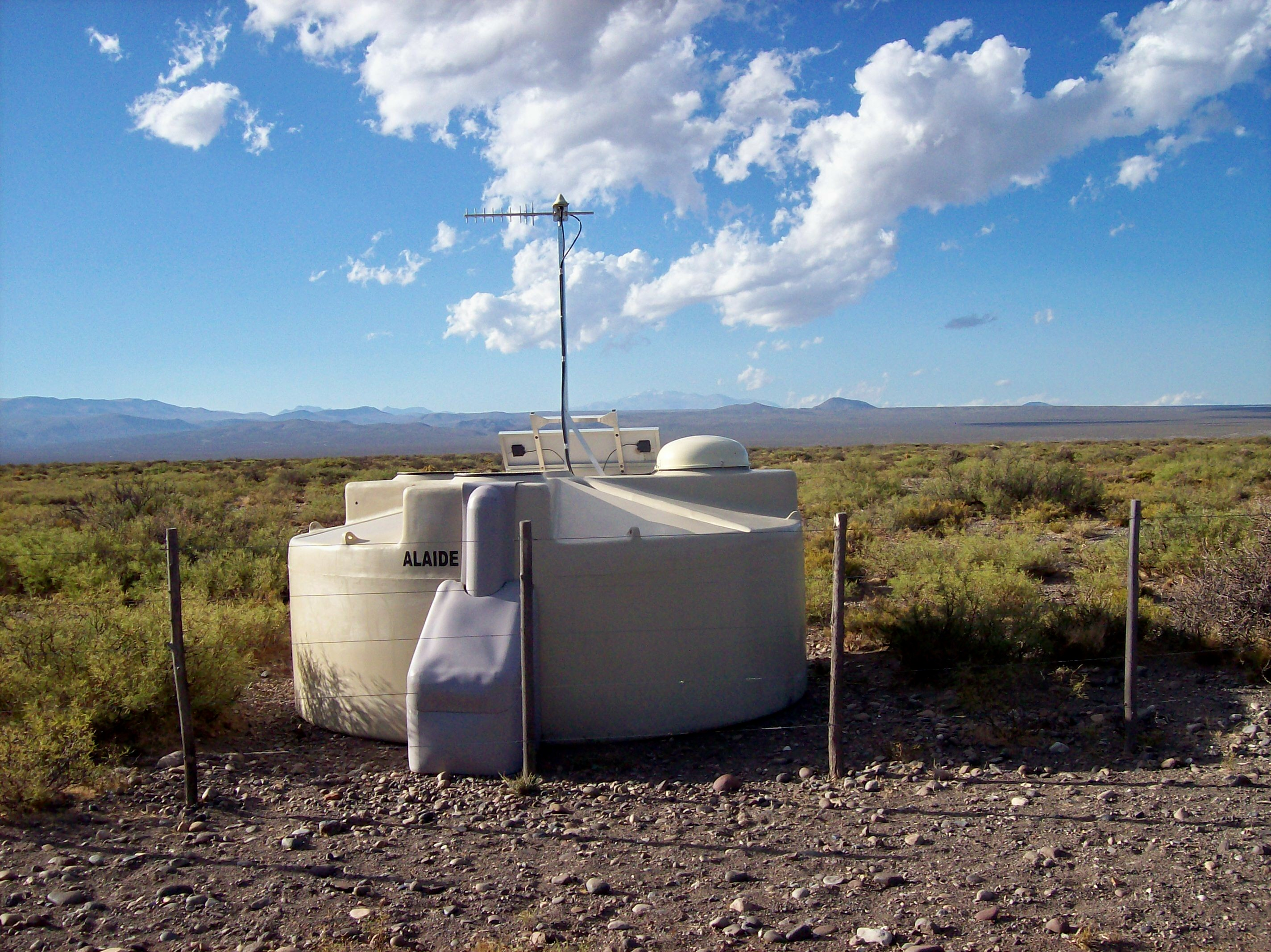
Povrchový detektor u observatoře Pierra Augera

Zkoumá zdroje a vlastnosti částic s extrémně vysokými energiemi, které mohou pocházet z aktivních galaktických jader (například centrum rotace naší Galaxie) nebo jiných exotických objektů. Její práce pomáhá vědcům lépe pochopit mechanismy vzniku a šíření vysokoenergetických částic ve vesmíru a objasnění původu kosmického záření.

### Vývoj a testování detektorů
Martina Boháčová se podílí na vývoji nových metod detekce kosmického záření, včetně modernizace elektroniky používané v observatořích. Provádí výzkum a vývoj nových observatoří, které jsou schopné pozorovat záření v různých rozsazích (včetně gama záření a radiového záření).

## Popularizace vědy
Martina Boháčová se podílí na vzdělávacích projektech, kde vysvětluje složitá témata související s kosmickým zářením. Její práce tak přispívá k porozumění extrémních fyzikálních jevů ve vesmíru, včetně interakcí částic s atmosférou Země a možného propojení s temnou hmotou či exotickými astrofyzikálními objekty.
Je spoluautorkou více než 90 publikací v recenzovaných časopisech. Přispívá i do dalších odborných časopisů, například do časopisu Vesmír, kde publikovala článek o kosmickém záření. Věnuje se i popularizaci vědy. V roce 2018 v rámci cyklu Pátečníci přednesla přednášku Kosmické záření – poslové z hlubin vesmíru. Ve spolupráci s Jiřím Grygarem se podílela na projektu Budoucnost začíná teď, aneb takhle vědce neznáte – Záhada původu vesmírných částic.